# Glycyphana fulvipicta
Glycyphana fulvipicta är en skalbaggsart som beskrevs av Wallace 1867. Glycyphana fulvipicta ingår i släktet Glycyphana och familjen Cetoniidae. Utöver nominatformen finns också underarten G. f. nigrotomentosa.